# NGC 6408
NGC 6408 este o galaxie situată în constelația Hercule. A fost descoperită în 2 iunie 1864 de către Albert Marth.